# Рой, Манабендра
Манабендра Рой (бенг. মানবেন্দ্র নাথ রায়, настоящее имя Нарендранатх Бхаттачария, 21 марта 1887, Бенгальское президентство, Британская Индия — 25 января 1954, Дехрадун, Уттаракханд, Индия) — индийский революционер и коммунист, политик и философ, деятель Коминтерна в 1920-х годах, основатель философии радикального гуманизма.

## Биография
Родился в семье брахманов в городе Арбелия округа 24 парганы (ныне Северные 24 парганы) Бенгальского президентства Британской Индии (ныне индийский штат Западная Бенгалия). В 1898 году семья переехала в Кодалию, ныне округ Хугли (Западная Бенгалия), где Бхаттачария окончил англо-санскритскую школу Harinavi, в которой преподавал его отец. Затем поступил в Национальный колледж в Калькутте (ныне Колката), ректором которого был известный индийский философ, поэт, революционер и организатор национально-освободительного движения Шри Ауробиндо. Позднее перешёл в Бенгальский технический институт (ныне Джадавпурский университет), где изучал инженерное дело и химию. Большая часть знаний Бхаттачария тем не менее получил путём самостоятельного изучения.

### Индийский националист
Принимал участие в работе подпольных организаций, выступавших за независимость Индии, в частности входил в общества «Анушилан Самити» и «Джугантар». Во время Первой мировой войны, как и многие индийские националисты, примкнул к так называемому «Индо-германскому заговору» (англ. Hindu–German Conspiracy), участники которого надеялись добиться независимости от Британии с помощью её врага, Германской империи. В 1915 году Бхаттачария уехал из Индии с целью доставить на родину груз оружия от немецких союзников. Операция провалилась, но вернулся он в Индию только через 16 лет.
Первоначально Бхаттачария прибыл в Батавию (ныне Джакарта, столица Индонезии), затем жил в Китае и Японии, где пытался получить помощь от Германии, Японии и даже от лидера китайских революционеров Сунь Ятсена, но безуспешно.

### Коммунист
В 1916—1917 годах проживал в США, где во время двухмесячного пребывания в Пало-Альто встретил свою будущую жену, выпускницу Стэнфордского университета Эвелину Трент. Вместе с ней он переехал в Нью-Йорк, где увлёкся марксизмом. После вступления США в Первую мировую войну на стороне Антанты Бхаттачария, опасаясь выдачи в Британию, бежал вместе с Эвелин в Мексику.
В Мексике Бхаттачария прожил около двух лет. Активно участвовал в местном социалистическом движении. В декабре 1917 года стал одним из создателей Социалистической партии, осенью 1919 года преобразованной в Мексиканскую коммунистическую партию, первую компартию за пределами России. В эти годы близко сошёлся с М. М. Бородиным, первым советским консулом в Мексике, благодаря которому было создано Латиноамериканское бюро III Интернационала.
Летом 1920 года приехал в РСФСР, получив с подачи Бородина приглашение выступить на Втором конгрессе Коммунистического Интернационала. После конгресса поселился в Москве, где 8 лет работал в Коминтерне. В 1920 году участвовал в создании в Ташкенте военной и политической школ по подготовке революционных кадров для Азии, а в октябре того же года в основании Коммунистической партии Индии. В 1922 году избран в Исполком Коминтерна. В 1922 году Рой начинает издавать журнал «Авангард» (англ. Vanguard), орган эмигрантской Коммунистической партии Индии.
Окончил Коммунистический университет трудящихся Востока им. И. В. Сталина.
В 1927 году — представитель Коминтерна в Китае. После жестокого подавления Коммунистической партии Китая правительством Чан Кайши вернулся в Москву, где в 1928 году выступил против Сталина, примкнув к Н. И. Бухарину и «Правой оппозиции». 22 мая 1928 года Рой получил разрешение на выезд за границу на лечение и отправился в Берлин самолётом советско-немецкой авиакомпании Дерулюфт. В декабре 1929 года исключён из Коминтерна.
В декабре 1930 года Рой вернулся в Индию, где 21 июля 1931 года был арестован в Бомбее британскими властями на основании ордера на арест, выданного в 1924 году. 9 января 1932 года он был приговорён к 12 годам строгого тюремного заключения по обвинению «в сговоре с целью лишить короля императора его суверенитета в Индии». В 1931—1936 годах находился в заключении, что не помешало ему продолжить борьбу за независимость Индии в виде написания статей и книг. Был освобождён в ноябре 1936 года по состоянию здоровья. Вопреки решению Коминтерна бойкотировать Индийский национальный конгресс Рой призвал индийских коммунистов присоединиться к этой партии.
С началом Второй мировой войны Рой осудил как тоталитарные режимы Германии и Италии, так и поддержку Англии и Франции в борьбе против нацизма. Он порвал с Индийским национальным конгрессом и вместе с Витхала Махадео Таркунде в 1940 году основал Радикально-демократическую партию. Позиция Роя явно отличалась от взглядов большинства лидеров индийского движения за независимость. Рой считал, что победа Германии и держав оси привела бы к концу демократии во всём мире, в то время как Индия сможет завоевать свою независимость только в свободном мире.

### Радикальный гуманист
Разочаровавшись как в буржуазной демократии, так и в коммунизме, Рой последние годы своей жизни посвятил разработке альтернативной философии, которую назвал радикальный гуманизм. В своей философии он видел средства для обеспечения человеческой свободы и прогресса. Рой рассчитывал, что радикальный гуманизм сможет привести к установлению идеального социального порядка, который выявит всё лучшее в человеке. В 1947 году он изложил свои тезисы в манифесте, названном им «Новый гуманизм». Рой ожидал, что его работа окажется такой же важной, как «Коммунистический манифест» Маркса столетием раньше.

### Смерть и наследие
Умер Рой 25 января 1954 года в Дехрадуне, столице штата Уттаракханд.
Начиная с 1987 года Oxford University Press начало публикацию избранных произведений Роя. За десять лет были подготовлены и опубликованы четыре тома, включившие в том числе и работы, написанные Роем во время заключения в британских тюрьмах. Редактором проекта был Сибнараян Рэй, известный бенгальский мыслитель, педагог, философ и литературный критик, сторонник радикального гуманизма.

## Интересные факты
- Дом в Мехико, в котором Рой жил, сегодня занимает частный ночной клуб, названный в его честь MNRoy.
- В честь него родителями был назван известный советский писатель-историк и диссидент Рой Медведев.[10]

## Труды
- Manabendra Nath Roy, The future of Indian politics, 1926, R. Bishop London.
- Manabendra Nath Roy, Revolution and Counter-Revolution in China, 1946, Reprinted 1973, Hyperion Press. ISBN 0-88355-091-1
- Manabendra Nath Roy (with Philip Spratt), New Orientation, 1946, Renaissance Publishers, Calcutta.
- Sibnarayan Ray (ed), Selected Works of M.N. Roy: Volume I: 1917-1922 , Oxford University Press.